# József Vágó
József Vágó (30 de juny de 1906 - 26 d'agost de 1945) fou un futbolista hongarès.
Va formar part de l'equip hongarès a la Copa del Món de 1934.